# Saimaza
Saimaza es una marca comercial de café y productos asociados. Nacida como empresa en Sevilla en 1908, de la mano de su fundador Joaquin Sainz de la Maza, ese mismo año abrió su primer establecimiento en pleno corazón de la ciudad hispalense. En 1983 Saimaza y la multinacional General Foods constituyeron una sociedad conjunta, pasando todo el equipo anterior a integrarse en la nueva compañía.

## Historia
Sainz de la Maza creó la marca Saimaza en 1908. En apenas tres décadas, hacia 1935, figuraba como tercer importador en España, con una producción 
de 5.000 k diarios. En plena Guerra Civil, en 1937, se convierte en una sociedad anónima, pasando a denominarse Saimaza S.A.. 
Tras la muerte de su fundador, sus hijos tomaron el control de la compañía, que quedó en manos familiares hasta 1983, cuando se integra con la multinacional General Foods, constituyendo una sociedad conjunta. Un año antes, en 1982, había inaugurado una nueva fábrica de café en la localidad sevillana de Dos Hermanas, fábrica que vendió en 2014 a su competidora Catunambú.
El nombre comercial de Saimaza desapareció durante un tiempo, pero en 2016 regresó al mercado español.